# Badagaun (Salyan)
Badagaun (nep. बडागाउँ) – gaun wikas samiti w zachodniej części Nepalu w strefie Rapti w dystrykcie Salyan. Według nepalskiego spisu powszechnego z 2011 roku liczył on 728 gospodarstw domowych i 3913 mieszkańców (2012 kobiet i 1901 mężczyzn).